# Hydrosaurus amboinensis
Hydrosaurus amboinensis är en ödleart som beskrevs av Schlosser 1768. Hydrosaurus amboinensis ingår i släktet Hydrosaurus och familjen agamer. Inga underarter finns listade i Catalogue of Life.
Arten förekommer på Halmahera, på Nya Guinea och på mindre öar i regionen. Honor lägger ägg.